# Bob Bendetson
Bob Bendetson est un producteur de télévision et scénariste américain né le 28 août 1954 à New York. Il a écrit pour de nombreuses séries télévisées, incluant Alf, Papa bricole et deux épisodes de la  série d'animation Les Simpson (Histoires de clochard de la saison 12 et Aventures au Brésil de la saison 13).

## Filmographie

### Scénariste

#### PourLes Simpson
| Année | Titre                 | Titre original      | Saison | Épisode | Réalisateur       |
| ----- | --------------------- | ------------------- | ------ | ------- | ----------------- |
| 2001  | Histoires de clochard | Simpsons Tall Tales | 12     | 21      | Bob Anderson      |
| 2002  | Aventures au Brésil   | Blame It on Lisa    | 13     | 15      | Steven Dean Moore |

#### Autre
- 1980-1981 : The Jeffersons (3 épisodes)
- 1981 : Checking In (2 épisodes)
- 1982 : Love, Sidney (1 épisode)
- 1983-1985 : Alice (11 épisodes)
- 1985 : Spencer (1 épisode)
- 1985 : Drôle de vie (2 épisodes)
- 1986 : What's Happening Now! (1 épisode)
- 1986-1987 : Alf (8 épisodes)
- 1988 : Mutts
- 1988-1990 : Newhart (13 épisodes)
- 1992-1993 : Coach (2 épisodes)
- 1993-1995 : Papa bricole (8 épisodes)
- 1996 : Bunk Bed Brothers
- 2018 : QQ Speed

### Producteur
- 1987-1988 : Alf (24 épisodes)
- 1988 : Mutts
- 1990 : Newhart (1 épisode)
- 1992-1993 : Coach (22 épisodes)
- 1993-1999 : Papa bricole (149 épisodes)
- 1997-1998 : Teen Angel (3 épisodes)
- 2001 : Les Simpson (13 épisodes)

## Nominations
- 1990 Nomination aux Emmy Award : Outstanding Writing in a Comedy Series pour Newhart (partagé avec Mark Egan and Mark Solomon)
- 1994 Nomination aux Emmy Award : Outstanding Comedy Series pour Papa bricole (partagé avec d'autres producteurs de la série)
- 2003 Nomination aux Writers Guild of America Awards : Animation pour Les Simpson (pour l'épisode Aventures au Brésil)